# Gare d’Ingrandes-sur-Vienne
Gare d’Ingrandes-sur-Vienne vasútállomás Franciaországban, Ingrandes településen.

## Vasútvonalak
Az állomást az alábbi vasútvonalak érintik:
- Párizs–Bordeaux-vasútvonal

## Kapcsolódó állomások
A vasútállomáshoz az alábbi állomások vannak a legközelebb:
- Gare de Châtellerault (Gare de Bordeaux-Saint-Jean)
- Gare de Dangé (Paris Gare d’Austerlitz)